# Campeonato Europeo de Judo de 1957
El V Campeonato Europeo de Judo se celebró en Róterdam (Países Bajos) entre el 10 y el 11 de mayo de 1957 bajo la organización de la Unión Europea de Judo (EJU) y la Federación Neerlandesa de Judo.

## Medallistas

### Masculino
| Evento            | Oro                          | Plata                         | Bronce                                                     |
| ----------------- | ---------------------------- | ----------------------------- | ---------------------------------------------------------- |
| –68 kg            | Coos Bonte · Países Bajos    | Guy Lample Francia            | Désiré Durieux · Bélgica · Jan de Waal · Países Bajos      |
| –80 kg            | Pierre Rigal Francia         | Hein Essink · Países Bajos    | Michel Franceschi Francia Werner Steinbeck RFA             |
| +80 kg            | Nicola Tempesta · Italia     | Etienne Nemer Francia         | Joop Dirks · Países Bajos · Jiří Mašín · Checoslovaquia    |
| Categoría abierta | Anton Geesink · Países Bajos | Bernard Pariset Francia       | Gerhard Alpers RFA Charles Palmer Reino Unido              |
| 1.er dan          | John Newman Reino Unido      | Marcel Nottola Francia        | Joop Dirks · Países Bajos · Leopold Pisin · Checoslovaquia |
| 2º dan            | Franz Sineck RFA             | Alan Petherbridge Reino Unido | Jean Begaux · Bélgica · Cor de Waal · Países Bajos         |
| 3.er dan          | Daniel Outelet · Bélgica     | Walter Reiter RFA             | Robert Dazzi · Francia · Tony Wagenaar · Países Bajos      |
| 4º dan            | Anton Geesink · Países Bajos | Henri Courtine Francia        | Robert Picard Francia                                      |

## Medallero
| Núm. | País           | Oro | Plata | Bronce | Total |
| ---- | -------------- | --- | ----- | ------ | ----- |
| 1    | Países Bajos   | 3   | 1     | 5      | 9     |
| 2    | Francia        | 1   | 5     | 3      | 9     |
| 3    | RFA            | 1   | 1     | 2      | 4     |
| 4    | Reino Unido    | 1   | 1     | 1      | 3     |
| 5    | Bélgica        | 1   | 0     | 2      | 3     |
| 6    | Italia         | 1   | 0     | 0      | 1     |
| 7    | Checoslovaquia | 0   | 0     | 2      | 2     |
|      | TOTAL          | 8   | 8     | 15     | 31    |